# Andrea Kimi Antonelli
Andrea Kimi Antonelli (ur. 25 sierpnia 2006 w Bolonii) – włoski kierowca wyścigowy. Mistrz serii FRECA z 2023 roku. Obecnie zawodnik w Mercedes AMG PETRONAS F1 Team Formule 1.
Od 2019 roku należy do akademii juniorskiej Mercedesa, a od 2025 jest kierowcą niemieckiego zespołu, zastępując Lewisa Hamiltona, odchodzącego do Ferrari.

## Życiorys

### Sezon 2023
Andrea Kimi Antonelli 2023 rok zaczął od występu w Formula Regional Middle East Championship. Już utytułowany zawodnik w wieku 17 lat zdobył mistrzostwo tej serii z dorobkiem 192 punktów. W mistrzostwach wygrał trzy wyścigi. W tym samym roku wygrał FRECA w barwach Prema Racing. Zainkasował 300 punktów w klasyfikacji generalnej i wygrał w pięciu wyścigach. 

### Formuła 2

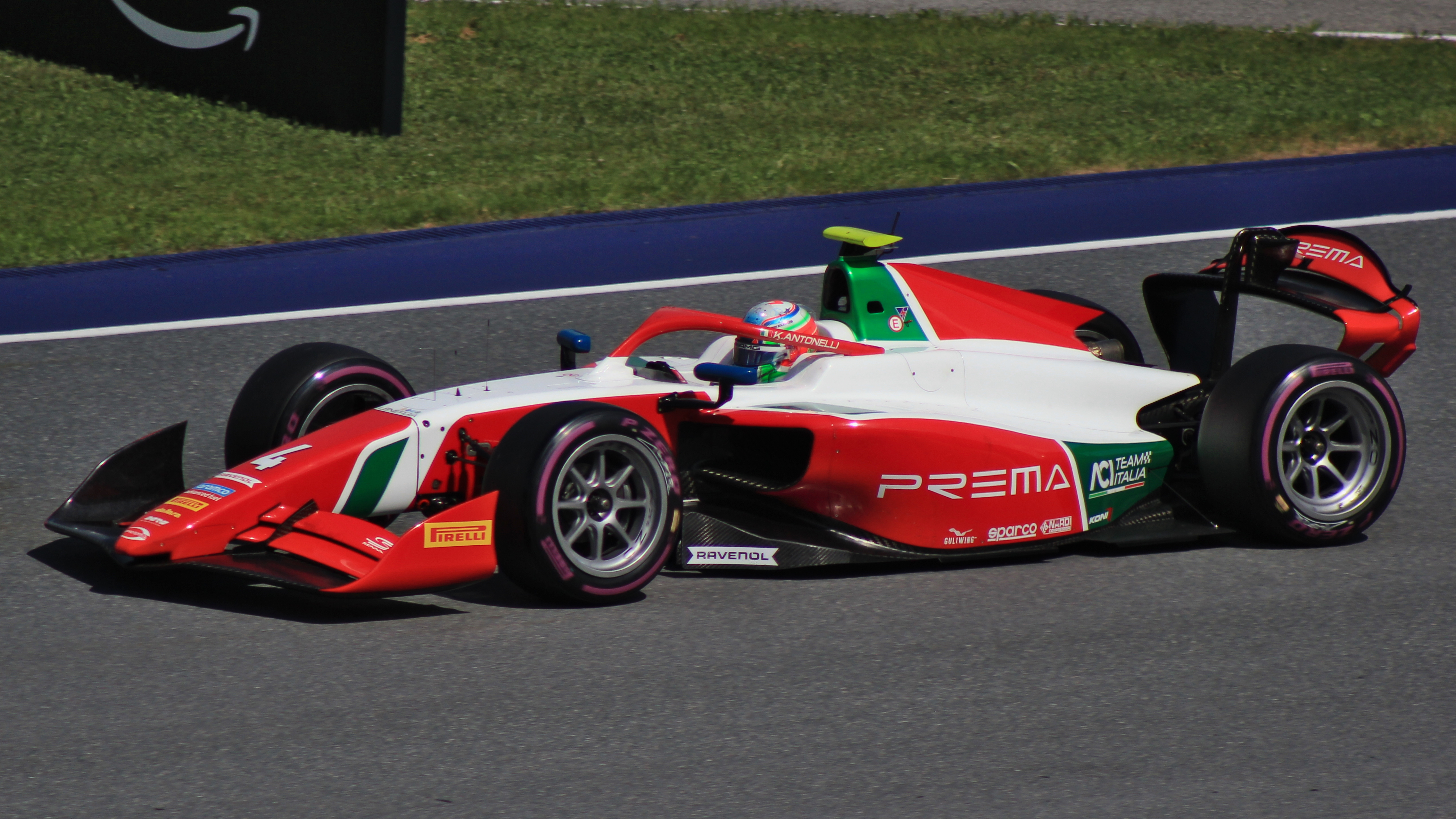
Antonelli podczas wyścigu Formuły 2 na torze Red Bull Ring (2024)

W październiku 2023 ogłoszono, że w sezonie 2024 Antonelli będzie jeździł dla Prema Racing. Włoch przyznał, że nie chce stawiać sobie żadnych oczekiwań.

### Formuła 1

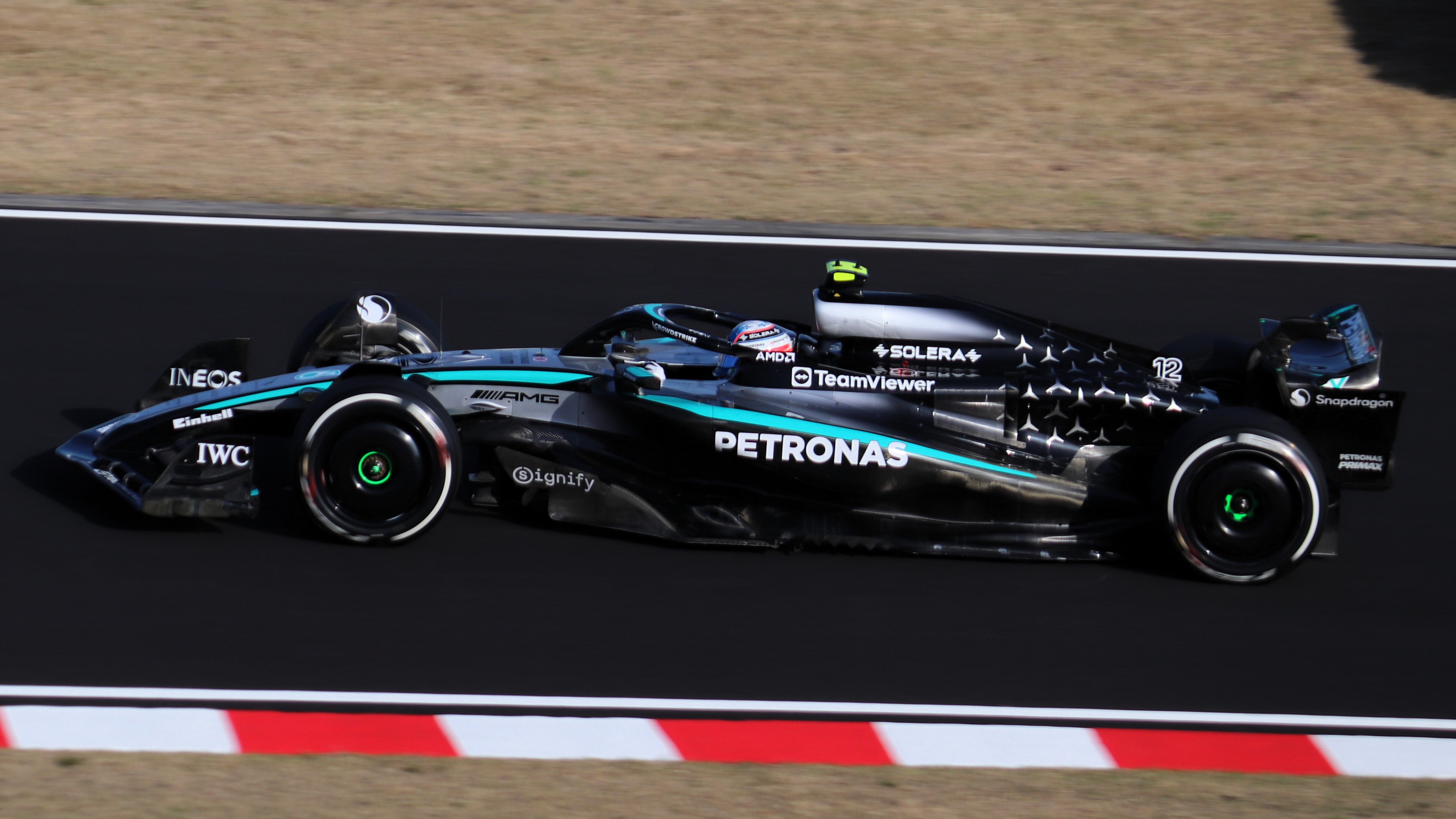
Kimi Antonelli podczs drugiego treningu Grand Prix Japonii 2025 na torze Suzuka.

17 kwietnia 2024, Andrea Kimi Antonelli wziął udział w pierwszych prywatnych testach samochodem Formuły 1, jeżdżąc modelem W12 na torze Red Bull Ring. Dwa tygodnie później wziął udział w kolejnych testach, tym razem na obiekcie Autodromo Enzo e Dino Ferrari, prowadząc W13. W związku ze słabymi występami Logana Sargeanta i modyfikacjami w przepisach o przyznawaniu superlicencji, Włoch był typowany do zajęcia miejsca Amerykanina w zespole Williams, jednak szef Mercedesa Toto Wolff zaprzeczył tym doniesieniom.
Antonelli zadebiutował w weekendzie wyścigowym Formuły 1 podczas pierwszego treningu do Grand Prix Włoch, zastępując George'a Russella. Włoch przejechał pięć okrążeń, po czym wpadł w poślizg na zakręcie Parabolica uderzając w bariery. 31 sierpnia 2024, Mercedes ogłosił, że Andrea Kimi Antonelli będzie partnerem zespołowym Russella w sezonie 2025.

## Wyniki
| Legenda oznaczeń w tabelach wyników Wyświetl szablon na nowej stronie | Legenda oznaczeń w tabelach wyników Wyświetl szablon na nowej stronie                                                                     |
| Oznaczenie                                                            | Wyjaśnienie |
| --------------------------------------------------------------------- | --- |
| Złoty                                                                 | Zwycięzca lub mistrzostwo |
| Srebrny                                                               | 2. miejsce lub wicemistrzostwo |
| Brązowy                                                               | 3. miejsce lub II wicemistrzostwo |
| Zielony                                                               | Ukończył, punktował (w klasyfikacji generalnej, gdy zdobył co najmniej jeden punkt na przestrzeni sezonu, poza trzema powyższymi opcjami) |
| Niebieski                                                             | Ukończył, nie punktował (w klasyfikacji generalnej, gdy nie zdobył co najmniej jednego punktu na przestrzeni sezonu)                      |
| Czerwony                                                              | Nie zakwalifikował się (NZ) |
| Czerwony                                                              | Nie prekwalifikował się (NPK) |
| Różowy                                                                | Nie ukończył (NU) |
| Różowy                                                                | Niesklasyfikowany (NS) (w klasyfikacji generalnej, gdy nie został sklasyfikowany w żadnym wyścigu sezonu)                                 |
| Czarny                                                                | Zdyskwalifikowany (DK) |
| Czarny                                                                | Wykluczony (WYK/EX) |
| Biały                                                                 | Nie wystartował (NW) |
| Biały                                                                 | Kontuzjowany (K/INJ) |
| Biały                                                                 | Wyścig odwołany (OD/C) |
| Bez koloru                                                            | Został wycofany (WYC/WD) |
| Bez koloru                                                            | Nie przybył (NP/DNA) |
| Bez koloru                                                            | Nie brał udziału w treningach (NT/DNP) |
| Bez koloru                                                            | Nie został zgłoszony (–) |
| Pogrubienie                                                           | Start z pole position |
| Kursywa                                                               | Najszybsze okrążenie wyścigu |
| †                                                                     | Nie ukończył, ale jego rezultat został zaliczony ze względu na przejechanie więcej niż 90% dystansu wyścigu.                              |
| *                                                                     | Sezon w trakcie |
| 1/2/3                                                                 | Punktowana pozycja w sprincie |
| Lista systemów punktacji Formuły 1                                    | |

### Formuła 1
| Sezon | Zespół                                 | Samochód                         | Silnik                     | Wyniki w poszczególnych wyścigach | Wyniki w poszczególnych wyścigach | Wyniki w poszczególnych wyścigach | Wyniki w poszczególnych wyścigach | Wyniki w poszczególnych wyścigach | Wyniki w poszczególnych wyścigach | Wyniki w poszczególnych wyścigach | Wyniki w poszczególnych wyścigach | Wyniki w poszczególnych wyścigach | Wyniki w poszczególnych wyścigach | Wyniki w poszczególnych wyścigach | Wyniki w poszczególnych wyścigach | Wyniki w poszczególnych wyścigach | Wyniki w poszczególnych wyścigach | Wyniki w poszczególnych wyścigach | Wyniki w poszczególnych wyścigach | Wyniki w poszczególnych wyścigach | Wyniki w poszczególnych wyścigach | Wyniki w poszczególnych wyścigach | Wyniki w poszczególnych wyścigach | Wyniki w poszczególnych wyścigach | Wyniki w poszczególnych wyścigach | Wyniki w poszczególnych wyścigach | Wyniki w poszczególnych wyścigach | Punkty | Pozycja |
| ----- | -------------------------------------- | -------------------------------- | -------------------------- | --------------------------------- | --------------------------------- | --------------------------------- | --------------------------------- | --------------------------------- | --------------------------------- | --------------------------------- | --------------------------------- | --------------------------------- | --------------------------------- | --------------------------------- | --------------------------------- | --------------------------------- | --------------------------------- | --------------------------------- | --------------------------------- | --------------------------------- | --------------------------------- | --------------------------------- | --------------------------------- | --------------------------------- | --------------------------------- | --------------------------------- | --------------------------------- | ------ | ------- |
| 2025  | Mercedes-AMG Petronas Formula One Team | Mercedes-AMG F1 W16 E Perfomance | Mercedes M16 E Performance | Australia                         |                                   | Japonia                           | Bahrajn                           | Arabia Saudyjska                  | Stany Zjednoczone                 | Emilia-Romania                    | Monako                            | Hiszpania                         | Kanada                            | Austria                           | Wielka Brytania                   | Belgia                            | Węgry                             | Holandia                          | Włochy                            | Azerbejdżan                       | Singapur                          | Stany Zjednoczone                 | Meksyk                            |                                   | Stany Zjednoczone                 | Katar                             |                                   | 63*    | 7*      |
| 2025  | Mercedes-AMG Petronas Formula One Team | Mercedes-AMG F1 W16 E Perfomance | Mercedes M16 E Performance | 4                                 | 6                                 | 6                                 | 11                                | 6                                 | 67                                | NU                                | NU                                | NU                                | 3                                 | NU                                | NU                                | 16                                |                                   |                                   |                                   |                                   |                                   |                                   |                                   |                                   |                                   |                                   |                                   | 63*    | 7*      |

### Podsumowanie
| Sezon | Seria                                        | Zespół                        | Wyścigi          | P1               | PP               | NO               | Podium           | Punkty           | Pozycja          |
| ----- | -------------------------------------------- | ----------------------------- | ---------------- | ---------------- | ---------------- | ---------------- | ---------------- | ---------------- | ---------------- |
| 2021  | Włoska Formuła 4                             | Prema Powerteam               | 9                | 0                | 0                | 0                | 3                | 54               | 10               |
| 2021  | Puchar Formuły 4 Strefy Środkowoeuropejskiej | Prema Powerteam               | 2                | 0                | 0                | 0                | 0                | 18               | 9                |
| 2021  | Formula 4 UAE Championship - Trophy Round    | Abu Dhabi Racing by Prema     | 1                | 0                | 1                | 0                | 1                | —                | 3                |
| 2022  | Włoska Formuła 4                             | Prema Racing                  | 20               | 13               | 14               | 14               | 15               | 362              | 1                |
| 2022  | Niemiecka Formuła 4                          | Prema Racing                  | 15               | 9                | 7                | 8                | 12               | 313              | 1                |
| 2022  | Mistrzostwa ZEA Formuły 4                    | Prema Racing                  | 4                | 2                | 1                | 2                | 4                | 117              | 8                |
| 2022  | Mistrzostwa ZEA Formuły 4                    | Abu Dhabi Racing by Prema     | 4                | 0                | 0                | 1                | 1                | 117              | 8                |
| 2022  | FIA Motorsport Games – Puchar Formuły 1      | Włochy                        | 1                | 1                | 1                | 1                | 1                | —                | 1                |
| 2023  | Formula Regional Middle East Championship    | Mumbai Falcons Racing Limited | 15               | 3                | 3                | 5                | 7                | 192              | 1                |
| 2023  | Formula Regional European Championship       | Prema Racing                  | 20               | 5                | 4                | 5                | 11               | 300              | 1                |
| 2023  | Italian GT Championship                      | AKM Motorsport                | 2                | 1                | 1                | 2                | 2                | 32               | 8                |
| 2024  | Formuła 2                                    | Prema Racing                  | 24               | 2                | 0                | 4                | 3                | 113              | 6                |
| 2024  | Formuła 1                                    | Mercedes-AMG Petronas F1 Team | Kierowca testowy | Kierowca testowy | Kierowca testowy | Kierowca testowy | Kierowca testowy | Kierowca testowy | Kierowca testowy |
| 2025  | Formuła 1                                    | Mercedes AMG Petronas F1 Team | 13               | 0                | 1                | 2                | 1                | 63*              | 7*               |